# 뉴턴도
뉴턴도 (Newton Scale)는 1701년 아이작 뉴턴이 고안한 온도의 척도이다. 그는 자신의 온도 측정 장치를 "온도계"라고 불렀지만 "온도"라는 용어는 사용하지 않고 대신 "열의 정도"( gradus caloris )라는 용어를 사용하였다.
뉴턴의 출판물은 이와 거의 동시에 출판된 뢰머 도와 함께 이후로 온도로 불리는 것을 측정하는 객관적인 방법을 도입하려는 최초의 시도이다. 뉴턴은 열역학에 대한 이론적 관심보다는 실제 사용을 위해 이 척도를 개발했을 것이다. 그는 1695년 조폐국장, 1699년 조폐청장으로 임명되었으며, 금속의 녹는점에 대한 그의 관심은 왕립조폐국과 관련된 그의 임무에서 영감을 받았을 것이다.
뉴턴은 아마인유를 온도 측정 재료로 사용하여 그의 기준점에 대한 부피 변화를 측정했다.
그는 현대의 섭씨 눈금의 표준에 해당하는 "겨울에 물이 얼기 시작하는 공기의 열"( Calor aeris hyberni ubi aqua incipit gelu rigescere )을 0도로 설정하였는데(예: 0 °N = 0 °C), 하지만 이 온도 스케일에서는 두 번째의 기준점이 전혀 없다. 뉴턴은 "물이 끓기 시작하는 열"을 33도로 제시하지만 이것은 정의 기준이 아니다. 그렇지만 체온과 물의 어는점과 끓는점에 대한 온도값을 이용하면 뉴턴도와 섭씨온도 사이의 변환 인수로는 약 3.08(12 °N = 37 °C)과 3.03(33°N = 100 °C) 사이의 값으로 주어진다.
그러나 객관적으로 검증 가능한 주어진 기준점(예: 물의 어는 점, 물의 끓는 점 등)에서 서로 일치하지 않는 데이터(특히 고온의 경우) 값이 초래되기 때문에, 섭씨와 뉴턴 온도 눈금 사이의 명확한 "변환"은 불가능하다.
아마씨 온도계는 주석의 융점까지 사용할 수 있다. 더 높은 온도를 위해 뉴턴은 "충분히 두꺼운 철 조각"을 사용하여 빨갛게 뜨거워질 때까지 가열한 다음 바람에 노출했다. 이 철 조각 위에 금속 및 합금 샘플을 놓고 녹았다가 다시 냉각하여 응고했다. 그런 다음 뉴턴은 응고 시간을 기준으로 이러한 샘플의 "열의 정도"를 결정하고 두 시스템에서 주석의 녹는점을 측정하여 이를 아마씨 온도 눈금과 관련지었다. 이 두 번째 측정 시스템으로 인해 뉴턴은 뉴턴의 냉각 법칙이라고도 하는 대류열 전달 법칙을 도출했다.

그의 출판물에서 뉴턴은 기상 기온 범위에 추가하여 18개의 기준점을 제공하였고, 다음과 같이 산술 수열과 기하 수열의 두 시스템으로 레이블을 지정하고 있다.
| 0     |    | 겨울에 물이 얼기 시작하는 공기의 열기. 이 지점은 녹는 눈에 온도계를 눌러 정확하게 결정할 수 있다. |
| 0,1,2 |    | 겨울 공기의 열기                                                                                  |
| 2,3,4 |    | 봄과 가을의 공기의 열기                                                                           |
| 4,5,6 |    | 여름 공기의 열기                                                                                  |
| 6     |    | 7월 한낮의 무더위                                                                                 |
| 12    | 1  | 체온계가 인체에 닿았을 때 가장 많이 차지하는 열                                                   |
| 14    | 1¼ | 손을 담그고 계속 움직이고 있을 때 얼마 동안 견딜 수 있는 목욕의 가장 뜨거운 열기                  |
| 17    | 1½ | 손을 담그고 가만히 있을 때 얼마 동안 견딜 수 있는 목욕의 가장 뜨거운 열기                         |
| 20    |    | 액체 왁스가 천천히 굳어지고 투명해지는 목욕의 열기                                                |
| 24    | 2  | 고체 왁스가 녹아 끓지 않고 액체 상태로 보존되는 욕조의 열                                         |
| 28    | 2¼ | 물의 끓는점과 왁스의 녹는점의 중간점                                                              |
| 34    |    | 물이 격렬하게 끓는 열(물이 끓기 시작하는 온도는 33으로 설명에 추가 값으로 제공됨)                 |
| 40    |    | 납 한 부분, 주석 네 부분, 비스무트 다섯 부분으로 이루어진 합금의 녹는점                           |
| 48    | 3  | 비스무트와 주석을 같은 비율로 섞은 합금의 녹는점                                                  |
| 57    | 3¼ | 한 부분의 비스무트와 두 부분의 주석 합금의 녹는점                                                 |
| 68    | 3½ | 비스무트 한 부분과 주석 여덟 부분의 합금의 녹는점                                                 |
| 81    |    | 비스무트의 녹는점                                                                                 |
| 96    | 4  | 납의 녹는점                                                                                       |
| 114   | 4¼ | 밤에 간신히 보이는 몸의 열기                                                                      |
| 136   | 4½ | 황혼에 빛나는 몸의 열                                                                             |
| 161   |    | 일광에 빛나는 신체의 열                                                                           |
| 192   | 5  | 최대한 밝게 빛나는 철의 열                                                                        |

|        | 뉴턴도에서                   | 뉴턴도로                       |
| ------ | ---------------------------- | ------------------------------ |
| 섭씨   | [°C] = [°N] × 100⁄33         | [°N] = [°C] × 33⁄100           |
| 화씨   | [°F] = [°N] × 60⁄11 + 32     | [°N] = ([°F] − 32) × 11⁄60     |
| 켈빈   | [K] = [°N] × 100⁄33 + 273.15 | [°N] = ([K] − 273.15) × 33⁄100 |
| 란씨   | [°R] = [°N] × 60⁄11 + 491.67 | [°N] = ([°R] − 491.67) × 11⁄60 |
| 드릴도 | [°De] = (33 − [°N]) × 50⁄11  | [°N] = 33 − [°De] × 11⁄50      |
| 열씨   | [°Ré] = [°N] × 80⁄33         | [°N] = [°Ré] × 33⁄80           |
| 뢰머도 | [°Rø] = [°N] × 35⁄22 + 7.5   | [°N] = ([°Rø] − 7.5) × 22⁄35   |

## 같이 보기
- 온도 눈금 비교
- 사용되지 않는 측정 단위 목록